# Chlorops lituratus
Chlorops lituratus är en tvåvingeart som beskrevs av Adams 1903. Chlorops lituratus ingår i släktet Chlorops och familjen fritflugor. Inga underarter finns listade i Catalogue of Life.